# Загорное (Приморский край)
Заго́рное — село в Яковлевском районе Приморского края, входит в состав Яблоновского сельского поселения.

## География
Расположено между левым берегом реки Уссури и правым берегом реки Загорная.
Загорное связано автодорогой с селом Николо-Михайловка, расстояние 11 км; до Краснояровки (на восток) 8 км.
Расстояние до районного центра села Яковлевка около 52 км (через Николо-Михайловку и Покровку).

## Население
| 1915 | 2001 | 2002 | 2010 | 2019 |
| ---- | ---- | ---- | ---- | ---- |
| 259  | ↘145 | ↘134 | ↘98  | ↘63  |

## Улицы
| - пер. Лесной, - пер. Почтовый, - пер. Ручейный, | - ул. Почтовая, - ул. Центральная. |